# Odissea Fantasy
Odissea Fantasy è una collana di romanzi fantasy edita dalla Delos Books.
Nata nel maggio 2006 come sorella della collana Odissea Fantascienza, si propone di pubblicare romanzi di genere fantasy, che altrimenti non avrebbero trovato spazio nella collana fantascientifica.

## Volumi pubblicati
1. Milena Debenedetti, Il dominio della Regola
2. Harry Turtledove, Basil Argyros Agente dell'impero di Bisanzio (Agent of Byzantium)
3. Lucius Shepard, La Presenza del Drago
4. Morgan Llywelyn, Il potere degli elementi
5. Elizabeth Lynn, La rocca di Tornor (Watchtower)
6. Poul Anderson, L'ultimo canto delle sirene (The Merman's Children)
7. Elizabeth Lynn, I Guerrieri Danzanti (The Dancers Of Arun)
8. Lois McMaster Bujold, L'anello dell'incantesimo (The Spirit Ring)
9. Elizabeth Lynn, La magia di Arun (The Northern Girl)
10. Milena Debenedetti, I Maghi degli Elementi
11. a cura di Franco Forte, Dragonland [Antologia]
12. Silvia Robutti, La maledizione della Fiamma